# Dockenfield
Dockenfield är en civil parish i Storbritannien.   Den ligger i grevskapet Surrey och riksdelen England, i den södra delen av landet, 60 km sydväst om huvudstaden London. Antalet invånare är 399. Arean är 2,7 kvadratkilometer.
Terrängen i Dockenfield är platt.